# سام بيكنباه
سام بيكنباه (بالإنجليزية: Sam Peckinpah)‏ (و. 1925 – 1984 م) هو مخرج أفلام، ومنتج أفلام، وكاتب سيناريو، وممثل، وممثل أفلام، من الولايات المتحدة، ولد في فريسنو، كاليفورنيا، توفي في إنغليووود، لوس أنجليس، كاليفورنيا، عن عمر يناهز 59 عاماً، بسبب قصور القلب.

## التعليم
تعلم في جامعة كاليفورنيا الجنوبية، وكلية جامعة جنوب كاليفورنيا للفنون السينمائية ‏.

## الخدمة العسكرية
خدم في قوات مشاة بحرية الولايات المتحدة.

## وصلات خارجية
- سام بيكنباه على موقع IMDb (الإنجليزية)
- سام بيكنباه على موقع الموسوعة البريطانية (الإنجليزية)
- سام بيكنباه على موقع مونزينجر (الألمانية)
- سام بيكنباه على موقع ألو سيني (الفرنسية)
- سام بيكنباه على موقع أول موفي (الإنجليزية)
- سام بيكنباه على موقع قاعدة بيانات الأفلام السويدية (السويدية)
- سام بيكنباه على موقع إن إن دي بي (الإنجليزية)
- سام بيكنباه على موقع ديسكوغز (الإنجليزية)
- سام بيكنباه على موقع قاعدة بيانات الفيلم (الإنجليزية)
- سام بيكنباه على موقع كينوبويسك (الروسية)